# چارلز آلوین گابریل
چارلز آلوین گابریل (انگلیسی: Charles A. Gabriel; ۲۱ ژانویهٔ ۱۹۲۸ – ۴ سپتامبر ۲۰۰۳) ژنرال نیروی هوایی ایالات متحده آمریکا بود، که در فاصله سال‌های ۱۹۸۲ تا ۱۹۸۶ به‌عنوان یازدهمین رئیس ستاد نیروی هوایی فعالیت می‌کرد.
گابریل فعالیت نظامی را از سال ۱۹۵۰ در نیروی هوایی آمریکا آغاز کرد و در طول خدمت به‌عنوان خلبان جنگنده ۱۵۲ عملیات جنگی با هواپیمای اف-۴ داشت. 
او از ۱۹۷۰ تا ۱۹۷۲ فرماندهی گروه ۴۳۲ شناسایی تاکتیکی را برعهده داشت، از ۱۹۷۵ تا ۱۹۷۷ به‌عنوان معاون عملیات فرماندهی هوایی تاکتیکی فعالیت می‌کرد، از ۱۹۷۷ تا ۱۹۷۹ جانشین فرمانده نیروهای کره ایالات متحده و با حفظ سمت جانشین فرماندهی سازمان ملل در سئول بود و از ۱۹۸۰ تا ۱۹۸۲ به‌عنوان فرمانده نیروهای هوایی ایالات متحده آمریکا در اروپا و آفریقا فعالیت می‌کرد. 
وی در جنگ کره و جنگ ویتنام حضور داشت و در سال ۱۹۸۶ پس از ۳۶ سال خدمت از نیروهای مسلح آمریکا بازنشسته شد.